# FBXO24
FBXO24‏ (F-box protein 24) هوَ بروتين يُشَفر بواسطة جين FBXO24 في الإنسان.